# ENPPI Sports Club
ENPPI (Engineering for the Petroleum & Process Industries) é um clube de futebol egípcio fundado em 1924.
Disputa atualmente a Primeira Liga Egípcia.